# گلوریا دیاز
 گلوریا دیاز (انگلیسی: Gloria Diaz؛ زادهٔ ۱۰ مارس ۱۹۵۱) یک هنرپیشه اهل فیلیپین است. در سال ۱۹۶۹ دوشیزه جهان شد او اولین برنده از فیلیپین بود که عنوان این مقام را کسب کرد.